# 夏焼第二隧道
夏焼第二隧道（なつやけだいにずいどう）は、静岡県浜松市天竜区水窪町大嵐の静岡県道288号大嵐佐久間線上に存在するトンネルである。延長1,233m。ここでは付近にある夏焼第一隧道にも触れる。

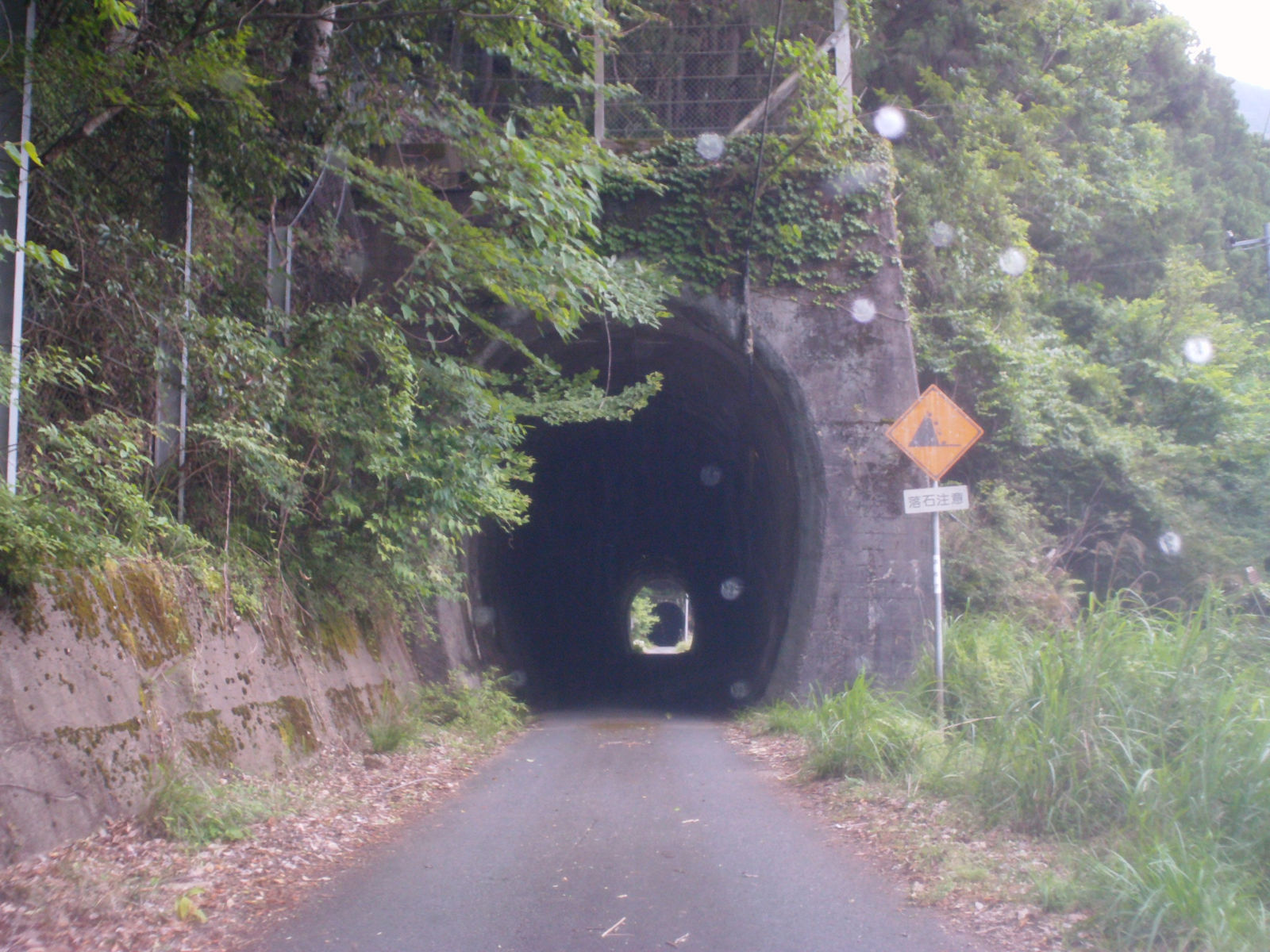
夏焼第一隧道（手前）および夏焼第二隧道（2011年7月）

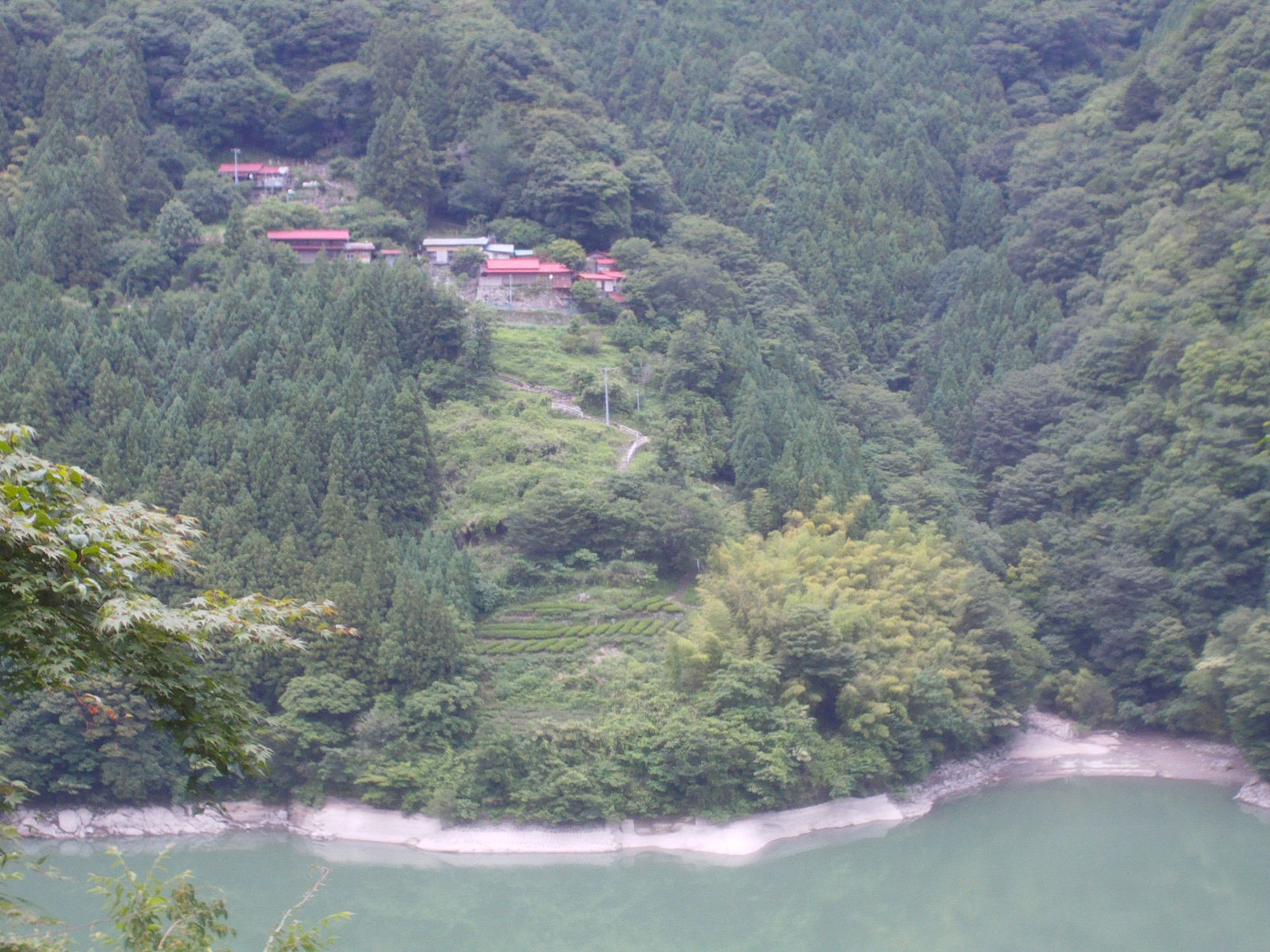
夏焼集落。右側の谷部に隧道の南側坑口が位置する（県道1号より、2011年7月）

## 詳細
1936年（昭和11年）に、三信鉄道が白神駅（現在廃駅） - 大嵐駅間に建設した夏焼隧道（トンネル）で、竣工当時の延長は4,062.30フィート (1,238m) だった。
その後、日本国有鉄道飯田線のトンネルとして使われていたが、1955年（昭和30年）11月1日に佐久間ダムの建設に伴う同線の付け替えにより廃止となり、道路トンネルに転用された。また、転用に当たって、佐久間湖満水時の水没を防ぐため5m嵩上げするように南側(佐久間側)から100mほど掘り直された。内部は照明が少なく常に薄暗い。大嵐側から200mほどの地点には横穴があり、ところどころに退避坑が残っている。
佐久間湖満水時の水面は標高260mなのに対し、トンネル南側の標高は263mのため、異常増水時は水没の恐れがあり、1960年（昭和35年）頃に水没したことがあるという。
トンネルの南側坑口には夏焼集落が存在する。集落以南の県道288号は廃道となっているため、本トンネルが集落への唯一のアクセス路となる。

## 夏焼第一隧道
この隧道の大嵐側には、全長98.6mの夏焼第一隧道が存在する。生い立ちは同じで、掘り直しなどは行われておらずほぼ原形を留めている。
なお、飯田線時代は栃ヶ岳隧道と呼ばれていた。
この2つの隧道の間には栃ヶ沢橋梁が存在していたが、現在沢ごと埋められてしまったようである。